# Vajta Miklós
Vajta Miklós (Budapest, 1911. augusztus 28. – Budapest, 1981. december 8.) magyar gépészmérnök, Kossuth-díjas (1954), a műszaki tudományok doktora (1952).

## Életpályája
1934-ben szerzett gépészmérnöki diplomát a Műegyetemen, ahol később, 1940-ben doktorrá avatták. Rövid ideig az egyetemen, majd a Fővárosi Elektromos Műveknél dolgozott, ezután a villamos kapcsolókészülékek gyártásával foglalkozott a Szalkay-gyárban. 1948-tól az Állami Villamosipari Rt., majd a Nehézipari Minisztérium Villamosenergiaipari Igazgatóságának munkatársaként részt vett az államosított villamosenergia-rendszer megteremtésében, az országos vezetékhálózat kialakításában. 1957-től a műszaki fejlesztést irányította a VILLENKI, illetve a VEIKI (Villamosenergiaipari Kutató Intézet) vezető munkatársaként. 1972-ben vonult nyugállományba. Számos írása jelent meg, sok újítás és szabadalmazott találmány fűződik a nevéhez.

## Szabadalmazott találmányai
- 183252 (Szabadalmas: Villamosenergiaipari Kutató Intézet) Berendezés elosztóhálózat gerincvezetékeiről leágazó vezetékek szelektív zárlat és földzárlatvédelmére és leválasztó kapcsoló a berendezéshez
- 170915 (szabadalmas: Villamosenergiaipari Kutató Intézet) Kapcsolási elrendezés elosztóhálózat leágazó vezetékeinek szelektív zárlatvédelmére
- 140562 Önműködő villamos túláramkapcsoló
- 140485 Szepesi Endrével: Villamos motorhajtás különösen erősáramú kapcsolókészülékekhez
- 140131 Villamos jelzőkészülék
- 139201 Reguly Zoltánnal: Villamos kapcsoló, különösen kapcsolórelé
- 136930 Fotoelektromos megvilágításmérő készülék

## Társadalmi megbízásai
A Magyar Elektrotechnikai Egyesületnek 1949-51-ig főtitkára, 1959-től választmányi, 1968-tól elnökségi tagja volt. 

## Díjai, elismerései
- Kiváló Újító (1950), majd arany fokozat

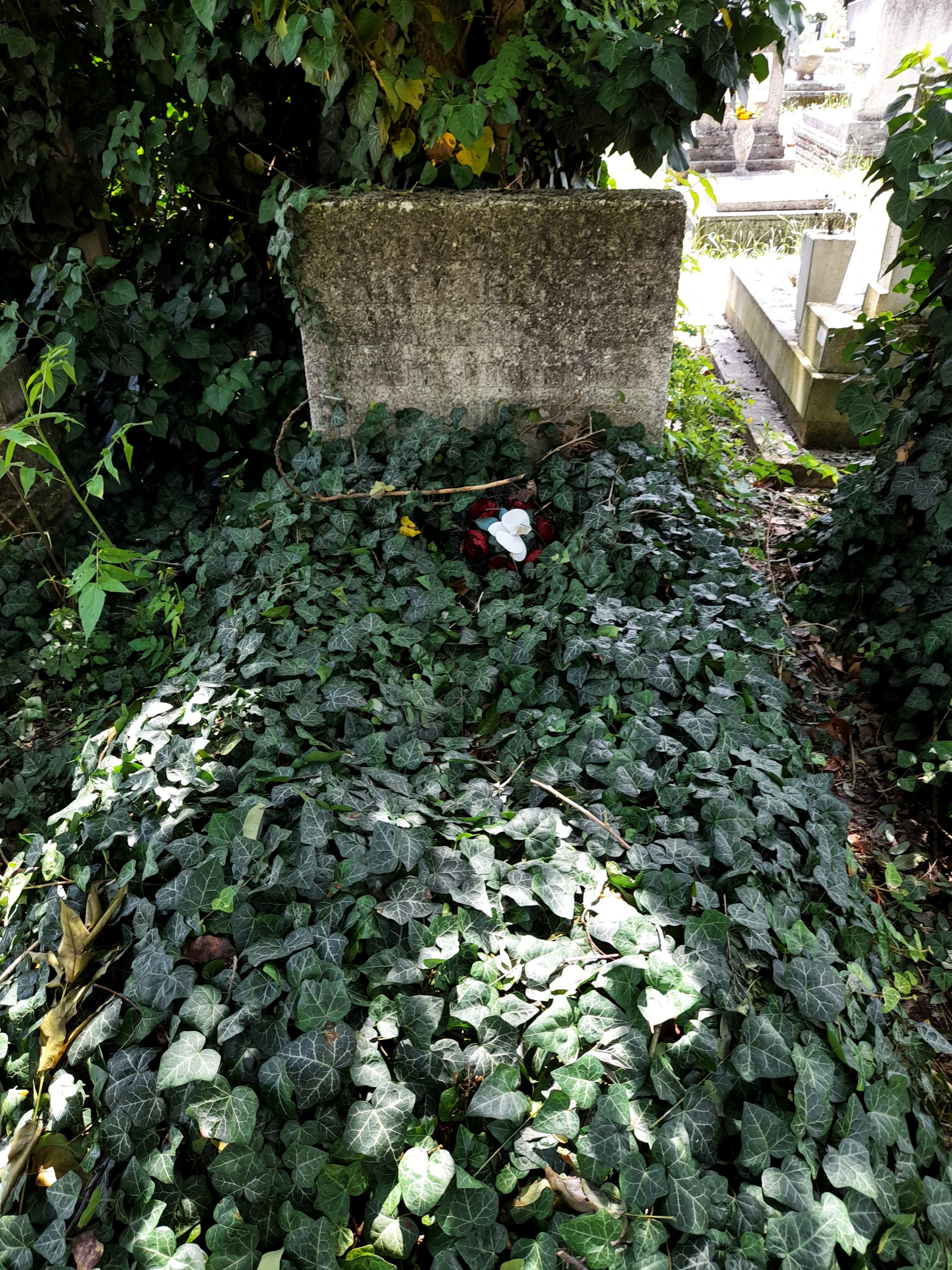
Sírja a Megyeri temetőben (14. parcella)

- Kiváló Újító
- Zipernowsky-díj (1950),
- Akadémiai Díj (1978)
- Elektrotechnikai Nagydíj (1981).

## Főbb művei
- A zárlati áram I. (Műszaki Könyvkiadó, Bp., 1956)
- Szimmetrikus összetevők (Geszti P. Ottóval és Kovács K. Pállal, Akadémiai Kiadó, Bp., 1957)
- Nagyfeszültségű szigetelőláncok és szerelvények zárlati ívállóságának vizsgálata (Miklós Vilmossal,  Bp., 1969);
- Megszakítók szintetikus zárlati próbái (Bp., 1970, Miklós Vilmossal).